# Ascidia perfluxa
Ascidia perfluxa är en sjöpungsart som beskrevs av Sluiter 1904. Ascidia perfluxa ingår i släktet Ascidia och familjen Ascidiidae. Inga underarter finns listade i Catalogue of Life.